# Hodajot
Hodajot (hebr. הודיות; oficjalna pisownia w ang. Hodayot) – wieś młodzieżowa położona w Samorządzie Regionu Ha-Galil ha-Tachton, w Dystrykcie Północnym, w Izraelu.

## Położenie
Leży na wschód od Jeziora Tyberiadzkiego w Dolnej Galilei.

## Historia
Osada została założona w 1950.

## Gospodarka
Gospodarka wsi opiera się na rolnictwie.